# Kababina colemani
Espèce
Kababina colemani est une espèce d'araignées aranéomorphes de la famille des Stiphidiidae.

## Distribution
Cette espèce est endémique du Queensland en Australie. Elle se rencontre dans le parc national de la Montagne Noire (Kalkajaka).

## Description
La carapace de la femelle holotype mesure 1,8 mm de long sur 1,4 mm de large, son abdomen 2,2 mm de long.

## Étymologie
Cette espèce est nommée en l'honneur de Clyde Coleman.

## Publication originale
- Davies, 1995 : A new spider genus (Araneae: Amaurobioidea: Amphinectidae) from the wet tropics of Australia. Memoirs of the Queensland Museum, vol. 38, p. 463-469 (texte intégral).